# Амастриан
Амастриа́н (греч. τά Αμαστριανοῦ; лат. Amastriánum) — один из форумов Константинополя византийской эпохи (ныне Стамбул). Поначалу здесь торговали злаками и лошадьми, а затем стали проводить публичные казни. Несмотря на местонахождение в центре столицы, форум был известен своей грязью, лужами и колдобинами. С исчезновением Византийской империи от него ничего не осталось.

## Местоположение

Карта византийского Константинополя. Форум Амастриан расположен к северо-востоку от гавани Феодосия.

Точное местоположение форума неизвестно. В своём труде «О церемониях» император Константин VII Багрянородный (пр. 913—959) сообщает, что площадь Амастриан лежала вдоль юго-западной ветви Месы, главной улицы города, между площадью Филадельфион и Воловьим форумом, через которые ежегодно шествовали императорские процессии, начинавшиеся у Большого дворца и направлявшиеся в западную часть города. Исходя из этого, форум Амастриан должен был находиться в долине реки Ликос, между VII и III холмами Константинополя, на полпути между современными районами Şehzadebaşı и Аксарай. Согласно другому источнику, площадь располагалась на южном склоне IV холма, где-то недалеко от пересечения нынешних улиц Atatürk Caddesi and Şehzadebaşı Caddesi. Административно Амастриан был включён в IX регион (район) Константинополя.
В местах предполагаемого местонахождения форума раскопки до сих пор не проводились.

## История
Ни в одном византийском источнике Амастриан не упоминается как форум, но из контекста становится ясно, что это была городская площадь. Своё название она получила благодаря городу Амастрида (современная Амасра) в Пафлагонии (регион на черноморском побережье северной Анатолии). До сих пор непонятно, как именно были связаны два названия: то ли на площади был убит человек, прибывший из Амастриды в Константинополь по делам, то ли многие уроженцы Пафлагонии слыли преступниками и их казнили на этой площади. К тому же, как сообщается в Patrologiæ Latinæ, на площади стояли две скульптуры — пафлагонца и его раба — постоянно покрытые помётом и экскрементами.
Действительно, район форума Амастриан приобрёл очень плохую славу: сама площадь была покрыта грязью, лужами и колдобинами, и к тому же на ней часто проводились позорные казни. Здесь император Михаил III (пр. 842—867) придал огню прежде вынутое из земли тело Константина V (пр. 741—775), слывшего беспощадным иконоборцем, а Василий I Македонянин выбрал это место для сожжения рабов, обвинённых в убийстве своего хозяина. В 932 году, по приказу Романа I Лакапина (пр. 920—944) на костре был сожжён мятежник Василий Медная рука, который взял себе имя византийского полководца-узурпатора Константина Дуки с целью поднять восстание в Вифинии.
В византийскую эпоху на Амастриане также находился конский рынок, однако во второй половине IX века его перенесли на форум Феодосия.

## Описание

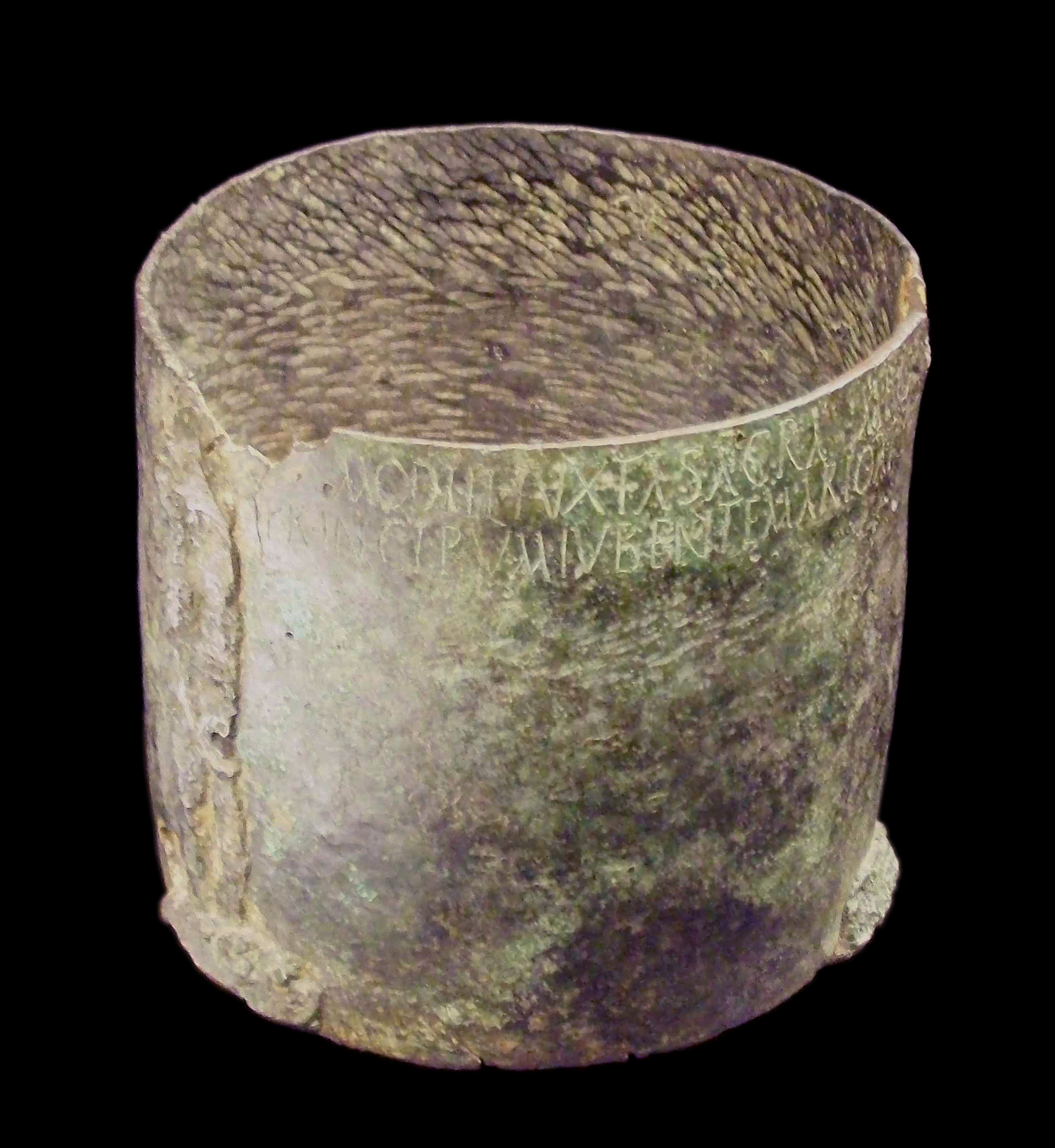
Бронзовый эталон модия (IV век н. э.). Такой же, только из серебра, находился на Амастриане.

Предполагается, что форум имел прямоугольную форму. Его украшали несколько статуй языческих богов: среди них Зевс, Гелиос и спящий Геракл. Кроме того, тут были группы черепах и птиц, а также 16 статуй селезней. Площадь была обнесена мраморной оградой, состоявшей из небольших колонн с украшениями в виде полумесяца. Странные орнаменты и частые казни породили в народе поверье, что на Амастриане обитала нечистая сила.
В труде Parastaseis syntomoi chronikai (византийский путеводитель по городу VIII—IX веков) говорится, что на площади располагалось здание под названием «Модий» (греч. Μόδιον). Построенное напротив дома некого Кратероса, оно представляло собой покоящийся на колоннах купол, увенчанный пирамидой. Внутри находилось несколько серебряных брусков — полагают, что они служили эталоном для измерения модия (наибольшая мера объёма сыпучих тел у римлян) во всей Византийской империи. Прежде всего, модий использовался при торговле злаками. Эта мера объёма была введена в торговую систему Константинополя императором Валентинианом I (пр. 364—375), который и построил на Амастриане здание «Модия». В нём была установлена статуя императора с эталоном модия в руках. Местоположение памятника было выбрано не случайно: площадь Амастриан находилась недалеко от зерновых хранилищ, расположенных у гавани Феодосия.
На фасаде виднелись две бронзовые руки, насаженные на копья. Эти скульптуры служили предостережением для нечестных торговцев: в случае обмана, мошенникам отрубали правую руку, как это случилось в V веке с двумя моряками, которые будто бы надули императора при продаже ему злаков.